# Acropora millepora
Acropora millepora е вид корал от семейство Acroporidae. Видът е почти застрашен от изчезване.

## Разпространение
Разпространен е в Австралия, Британска индоокеанска територия, Вануату, Виетнам, Гуам, Джибути, Еритрея, Йемен, Индия, Индонезия, Камбоджа, Кирибати, Коморски острови, Мавриций, Мадагаскар, Майот, Малайзия, Маршалови острови, Мианмар, Микронезия, Мозамбик, Науру, Нова Каледония, Палау, Папуа Нова Гвинея, Провинции в КНР, Реюнион, Саудитска Арабия, Северни Мариански острови, Сейшели, Сингапур, Соломонови острови, Сомалия, Тайван, Тайланд, Тувалу, Фиджи, Филипини, Шри Ланка, Южна Африка и Япония.